# Гай Юлий Прокул
Гай Юлий Прокул (на латински: Gaius Iulius Proculus) е политик и сенатор на Римската империя в края на 1 и началото на 2 век.

## Произход и кариера
Той е син на конника Марк Юлий Ромул. Прокул е квестор по времето на императорите Домициан и Нерва до 96 г. Приемат го в сената, става претор и легат на VI Железен легион в Сирия. През 109 г. той е суфектконсул заедно с Гай Абурний Валент. След това е легат на Лугдунска Галия.